# Гавришко, Николай Иосифович
Николай Иосифович Гавришко (1912—1976) — советский военный деятель. Участник Польского похода РККА и Великой Отечественной войны. Герой Советского Союза (1944). Подполковник.

## Биография
Николай Иосифович Гавришко родился 18 октября (5 октября — по старому стилю) 1912 года в селе Давыдковцы Проскуровского уезда Каменец-Подольской губернии Российской империи (ныне село Хмельницкого района Хмельницкой области Украины) в крестьянской семье. Украинец. Образование 8 классов. С 1929 года жил в городе Алчевске Донецкой (ныне Луганской) области. По окончании горного техникума работал на шахте.
В 1934 году Николай Иосифович был призван в Рабоче-крестьянскую Красную Армию и направлен в Киевское автобронетанковое училище. После окончания училища служил командиром танкового взвода в одной из частей Киевского особого военного округа. В сентябре 1939 года младший лейтенант Н. И. Гавришко участвовал в Польском походе РККА в составе Украинского фронта. С лета 1940 года Николай Иванович служил в 15-й танковой дивизии 8-го (с марта 1941 года 16-го) механизированного корпуса Киевского особого военного округа, которая дислоцировалась в Станиславской (ныне Ивано-Франковской) области. С началом Великой Отечественной войны дивизия, в которой служил младший лейтенант Н. И. Гавришко, вошла в состав 12-й армии Юго-Западного фронта. В боях с немецко-фашистскими захватчиками Николай Иосифович участвовал с начала июля 1941 года. Боевое крещение принял в оборонительных боях под Бердичевым. Затем с остатками дивизии вышел из Уманского котла.
С сентября 1941 года Н. И. Гавришко в составе 4-й танковой бригады (с 11 ноября 1941 года — 1-я гвардейская танковая бригада). В октябре 1941 года участвовал в оборонительных боях под Орлом и Мценском. С октября 1941 года участвовал в Московской битве на Волоколамском направлении (с 29 октября в составе 16-й армии, с 8 декабря — 20-й армии, с 25 января 1942 года — 5-й армии) на Западном фронте.
В конце марта 1942 года после шести месяцев непрерывных боёв под Москвой 1-я гвардейская танковая бригада была выведена на доукомплектование в резерв Ставки Верховного Главнокомандования. В апреле 1942 года бригада была включена в состав 1-го танкового корпуса и в июне 1942 года переброшена на Брянский фронт, где летом 1942 года Н. И. Гавришко участвовал в оборонительных боях под Липецком и Воронежем. В сентябре 1942 года 1-я гвардейская танковая бригада, включенная в 3-й механизированный корпус, была переброшена на Калининский фронт, где действовала в составе 22-й армии.
В марте 1943 года 1-я гвардейская танковая бригада в составе 1-й танковой армии была переброшена на Воронежский фронт и начала подготовку к сражению на Курской дуге на обоянском направлении. Николай Иосифович, произведённый в капитаны, получил под командование 1-й танковый батальон. Его подразделение отличилось при отражении наступления противника в ходе Курской битвы, уничтожив за период с 5 по 9 июля 1943 года 33 немецких танка, 10 из которых Т-6 «Тигр», 15 орудий различного калибра, 23 автомашины и до 720 солдат и офицеров вермахта. Затем Николай Иосифович участвовал в Белгородско-Харьковской операции Курской битвы. За отличие в Курской битве 3-й механизированный корпус в октябре 1943 года был переименован в 8-й гвардейский.
В сентябре 1943 года 1-я танковая армия была выведена в резерв Ставки Верховного Главнокомандования. Николай Иосифович был направлен на курсы усовершенствования командного состава, по окончании которых он получил звание гвардии майора бронетанковых и механизированных войск. В ноябре 1943 года 1-я танковая армия была передана 1-у Украинскому фронту и брошена в прорыв на Казатин в ходе Житомирско-Бердичевской операции. За период боёв с 24 по 30 декабря 1943 года батальон гвардии майора Н. И. Гавришко уничтожил 16 немецких танков Т-4, 8 самоходных артиллерийских установок, 10 орудий, 6 броневиков, 406 автомашин, 20 пулемётов, 990 солдат и офицеров противника. Ещё 480 военнослужащих вермахта были взяты в плен. Кроме того батальон Гавришко участвовал в захвате 30 эшелонов с боеприпасами на станции Казатин. В январе 1944 года Николай Иосифович участвовал в рейде 1-й гвардейской танковой бригады на Тывров, Жмеринку и Жуковцы.
В феврале 1944 года 1-я танковая армия была выведена в резерв фронта. После небольшого отдыха она была брошена в бой в ходе Проскуровско-Черновицкой наступательной операции и прорвала оборону противника в районе Тернополя. Батальон гвардии майора Гавришко, действуя в авангарде бригады, разгромил гарнизоны немцев в населённых пунктах Сухостав, Яблонов и Копычинцы, первым вышел к реке Серет и, форсировав её, сходу овладел городом Чортков. Развивая наступление, батальон вышел к Днестру и, разведав брод, 25 марта 1944 года форсировал реку, после чего овладел важным узлом немецкой обороны городом Городенка.
За отличие в ходе Проскуровско-Черновицкой операции приказом Наркома обороны СССР от 25.04.1944 года 1-й танковой армии было присвоено звание гвардейской, а 26 апреля 1944 года указом Президиума Верховного Совета СССР гвардии майору Гавришко Николаю Иосифовичу было присвоено звание Героя Советского Союза.
В июне 1944 года гвардии майор Н. И. Гавришко был назначен командиром 68-го гвардейского отдельного танкового полка 8-го гвардейского механизированного корпуса 1-й гвардейской танковой армии. В последующем полк под командованием Николая Иосифовича участвовал в Львовско-Сандомирской операции 1-го Украинского фронта, Висло-Одерской операции на 1-м Белорусском фронте, Восточно-Померанской операции 2-го Белорусского фронта. Боевой путь Николай Иосифович закончил в Берлине в ходе Берлинской операции.
После войны Н. И. Гавришко продолжил службу в армии. Закончив в 1949 году высшую офицерскую школу бронетанковую и механизированных войск, Николай Иосифович служил в бронетанковых частях Советской армии. В отставку вышел в 1956 году в звании подполковника. Жил в городе Хмельницкий Украинской ССР. 7 июня 1976 года Николай Иосифович скончался. Похоронен на Украине в городе Хмельницкий.

## Награды и звания
- Медаль «Золотая Звезда» (26.04.1944).
- Орден Ленина — дважды (10.01.1944; 26.04.1944).
- Орден Красного Знамени — дважды (15.07.1943; ??).
- Орден Красной Звезды.
- Медали, в том числе:

медаль «За победу над Германией в Великой Отечественной войне 1941—1945 гг.».
- Почётный гражданин городов Артёмовск, Жмеринка, Бучач, Городенка, Чортков.

## Память
- Именем Героя Советского Союза Н. И. Гавришко названы улицы в городах Хмельницкий и Жмеринка Украины.

## Документы
- Общедоступный электронный банк документов «Подвиг Народа в Великой Отечественной войне 1941—1945 гг.» Архивировано 13 марта 2012 года. № в базе данных 150006579. Архивировано 25 мая 2012 года., 20403450. Архивировано 25 мая 2012 года., 19865989. Архивировано 25 мая 2012 года., 20553872. Архивировано 25 мая 2012 года., 27988373. Архивировано 25 мая 2012 года.